# جورج باين
جورج باين (بالإنجليزية: George Payne)‏ (22 أغسطس 1921 بليفربول في المملكة المتحدة - 6 أبريل 1987 في المملكة المتحدة) هو لاعب كرة قدم بريطاني (وحمل سابقاً جنسية المملكة المتحدة لبريطانيا العظمى وأيرلندا) في مركز حراسة المرمى. لعب مع نادي ترانمير روفرز لكرة القدم ونورثويتش فيكتوريا.